# Alcaini (Adelsgeschlecht)

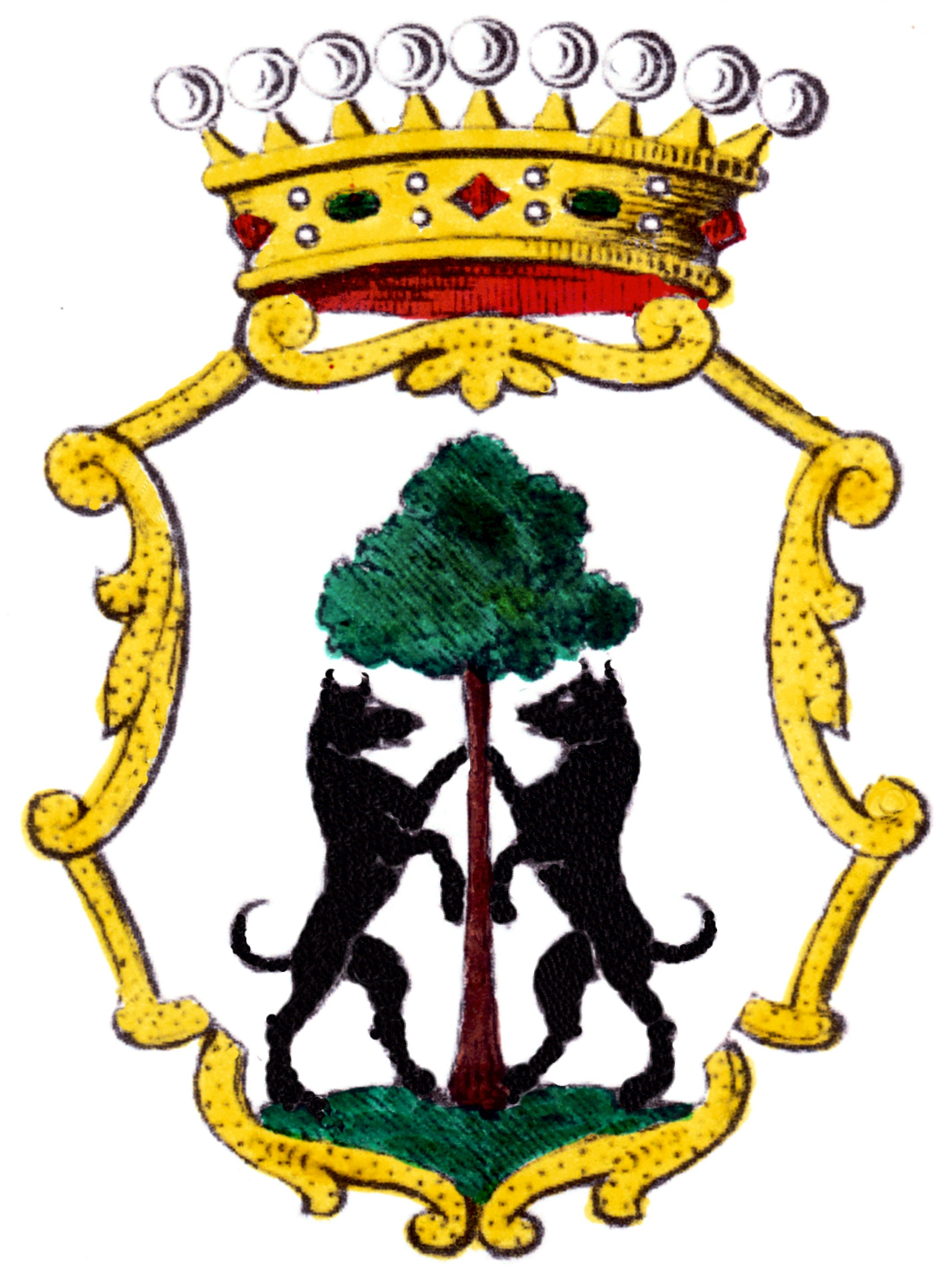
Wappen der Grafen von Alcaini

Die Reichsgrafen von Alcaini waren ein altes, ursprünglich aus Venetien stammendes, später in Österreich heimisches Adelsgeschlecht.

## Geschichte
Ein Zweig des italienischen Adelsgeschlechts kam im 18. Jahrhundert nach Österreich und erlangte den Reichsgrafenstand.
Johann Baptist Reichsgraf von Alcaini (* 18. August 1748; † 8. Oktober 1800) war Feldmarschallleutnant. Er machte 1788 bei der Belagerung von Belgrad und Czettin sowie 1792 den Feldzug am Rhein und 1799 die Einnahme von Tortona mit. Am 17.  September 1798 erhielt er zu Klagenfurt auch das Inkolat im Herrenstand für das Herzogtum Kärnten. Er starb an den Spätfolgen der bei den Gefechten erlittenen Verletzungen in Mailand. Der Offizier hatte drei Söhne, von denen die beiden jüngeren jung starben: Cajetan, Sebastian (* 5. Juli 1793), k. k. Hauptmann der Artillerie und Johann (* 3. August 1795). Seine einzige Tochter Josephine (1794–1843) heiratete den königlich hannoverschen Generalmajor und späteren Generaladjutanten des Königs von Hannover Ernst August I. Georg Anton Diedrich von Düring (1780–1872).
Der österreichische Grafenstand wurde obigem Cajetan (* 16. Mai 1792; † 19. August 1854 in Wien), k. k. Oberst und Verfasser des Werkes „Biographie des Wesirs Ali-Pascha von Janina“ (304 S., 1823), zu Baden bei Wien am 30. Juni 1829 sowie dem Diplom zu Wien vom 6. Juli des Jahres bestätigt. Die (reichs)gräfliche Familienlinie erlosch mit dessen Tod im Jahr 1854 und nachmalig dem seiner Witwe (verheiratet seit dem 3. Februar 1831) Luise Isabella (* 7. Oktober 1803), Tochter des Leopold von Herz und der Carolina von Arnstein.

## Persönlichkeiten
- Giorgio Giacomo Alcaini war ein in München tätiger Schriftsteller und Herausgeber im 17. Jahrhundert. So veröffentlichte er dort unter anderem 1656 „Il monte incantato“, 1657 sein musikalisches Drama „L’Oronte“, das er dem bayerischen Kurfürsten Ferdinand Maria gewidmet hatte, auch gab er 1663 das Buch „Chronice di Vicenza fino al 1404“ von Battista Pagliarino († nach 1504) heraus.[5]

- Sebastiani Alcaini (* 31. Juli 1748 in Venedig; † 4. März 1803 in Belluno) war römisch-katholischer Weihbischof und Titularbischof von Apollonia, sodann am 25. September des Jahres Bischof von Belluno.[6]

- Johann Baptist Reichsgraf von Alcaini (* 18. August 1748 in Venedig; † 9. Oktober 1799 in Mailand) war ein österreichischer Offizier (Feldmarschallleutnant), Teilnehmer an den Belagerungen von Belgrad und Czettin 1788 und an der Schlacht von Tortona 1799, wobei er wenige Tage danach seinen dort erhaltenen schweren Verletzungen erlag.

- Cajetan Reichsgraf von Alcaini (* 16. Mai 1792 in Wien; † 18. August 1854 ebenda) war Herr und Landstand in Kärnten sowie Oberst, bis 1851 Kommandant des Mazzuchelli Infanterieregiments Nr. 10, aber auch Schriftsteller und Lithograph. Er vermählte sich am 3. Februar 1831 mit Luise Isabelle von Herz (* 7. Oktober 1803). Cajetan schrieb das Buch „Biographie des Wesirs Ali-Pascha von Janina“ (1823) sowie zahlreiche Aufsätze in Militärzeitschriften[7]

## Wappen
Im silbernen Schilde auf grünem Boden ein grüner Baum, an welcher zu jeder Seite ein schwarzer Hund einwärtsgekehrt springt. Den Schild bedeckt die Grafenkrone.